# Valentinianus II.
Flavius Valentinianus, známý jako Valentinianus II., případně Valentinián II. (podzim 371, patrně Augusta Treverorum – 15. května 392, Vienna), byl římský císař panující od 22. listopadu 375 do 15. května 392 na západě impéria. Jeho spoluvládcem na východě byl v letech 375–378 strýc Valens a v letech 379–392 Theodosius I., západní část říše do roku 383 reálně spravoval bratr Gratianus.

## Vláda

### Proklamace za císaře
Valentinianus byl synem císaře Valentiniana I. a jeho druhé ženy Iustiny, někdejší manželky uzurpátora Magnentia. Měl nevlastního staršího bratra Gratiana, který získal císařský titul v roce 367, a tři sesty, Gallu, Gratu a Iustu. Císařem ho provolali roku 375 v Aquinku, krátce poté, co zemřel jeho otec. Byly mu pouhé čtyři roky, takže se jednalo o čistě formální akt. Jak se zdá, jeho proklamaci prosadil germánský magister militum Merobaudes, schválili ji však oba stávající císaři, Gratianus i Valens.
Říše byla rozdělena mezi tři augusty, aniž by tím stejně jako v minulosti utrpěla její státoprávní jednota. Gratianus dostal do správy zaalpské provincie, Valentinianus Itálii, část Illyrika a severní Afriku a konečně Valens si podržel východ. Valentinianovým sídlem se stalo Miláno (Mediolanum), přičemž Gratianus de facto vykonával roli císařova poručníka. Po Valentově smrti v bitvě u Adrianopole se rozložení sil změnilo jen v tom smyslu, že místo Valenta převzal vládu na východě Theodosius I., jehož do funkce jmenoval Gratianus.

### Milánské období
Kromě staršího bratra měla na Valentiniana v době jeho nedospělosti zásadní vliv i matka Iustina – prakticky ho až do své smrti (388) ovládala. Iustina se stala ariánkou a její smýšlení způsobovalo konflikty s milánským biskupem Ambrosiem, katolíkem, který patřil do okruhu císařových rádců. Z ostatních vlivných osob u dvora je třeba jmenovat magistra militum Bautona, původem Franka a pohana. Jemu lze přičíst těch několik vojenských úspěchů, jichž vláda v osmdesátých letech dosáhla (vítězství nad Juthungy).
Valentinianus a jeho okolí udržovali relativně dobré vztahy s pohanskými intelektuály, v politice i mimo ni, panovník však potvrdil nařízení svého bratra, aby z budovy senátu zmizel oltář bohyně Vítězství – petice předního zastánce tradičních kultů, Quinta Aurelia Symmacha, byla odmítnuta. S rozhodnutím vyslovil souhlas i Bauto, ač sám pohan.
V roce 383 prohlásily britské legie nespokojené s Gratianovou vládou svého velitele Magna Maxima za císaře. Vzpoura rychle přeskočila do severní Galie a Porýní a Gratianus, který se ji pokoušel potlačit, přišel o život. Uzurpátor Maximus se roku 387 vypravil přes Alpy do Itálie, což donutilo mladého císaře a jeho matku, aby uprchli z Milána. Oba zamířili do Soluně k Theodosiovi I., od něhož očekávali pomoc. Theodosius ve dvou bitvách porazil Maxima, dosadil Valentiniana II. opět na trůn a situaci na západě stabilizoval. Maxima zabili v srpnu 388 vlastní vojáci v Aquileji.

### Viennské období

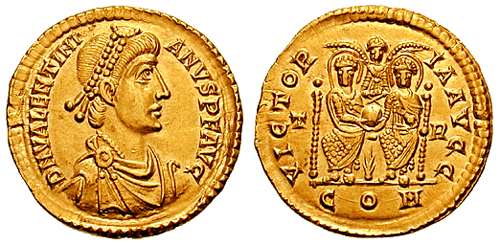
Valentinianův solidus. Na reversu jsou zobrazeni Valentinianus I. a Theodosius I. jako vítězové

Od roku 389 sídlil Valentinianus většinou ve Vienně nebo v Augustě Treverorum (Trevíru), ale ani v této době nevedl samostatnou politiku, ačkoli byl formálně „senior augustus“. Přičinil se o to francký magister militum Arbogast, skutečný vládce Západu a podle všeho Theodosiův člověk. O mocenských poměrech u dvora svědčí mj. fakt, že Arbogast veřejně roztrhal listinu, kterou ho císař propouštěl, a dal jasně najevo, že jeho pánem je Theodosius, nikoli Valentinianus. Kromě toho prý jeho rukou zemřel císařův přítel, jenž mu oponoval, a to před zraky samotného Valentiniana. Na druhou stranu dokázal Arbogast hájit hranice říše, ohrožované Franky.

### Smrt
Valentinianus, většinou pramenů hodnocený pozitivně, Arbogastovým „poručnictvím“ a svou bezmocí patrně velmi trpěl. Dne 15. května 392 ho za nejasných okolností nalezli v paláci ve Vienně oběšeného. Současníci se domnívali, že ho dal odstranit Arbogast, mnohem pravděpodobnější však je sebevražda. Smuteční řeč nad teprve dvacetiletým císařem proslovil v Miláně biskup Ambrosius („De obitu Valentiniani“).